# Betești, Harghita
Betești (maghiară Betfalva) este o localitate componentă a orașului Cristuru Secuiesc din județul Harghita, Transilvania, România.

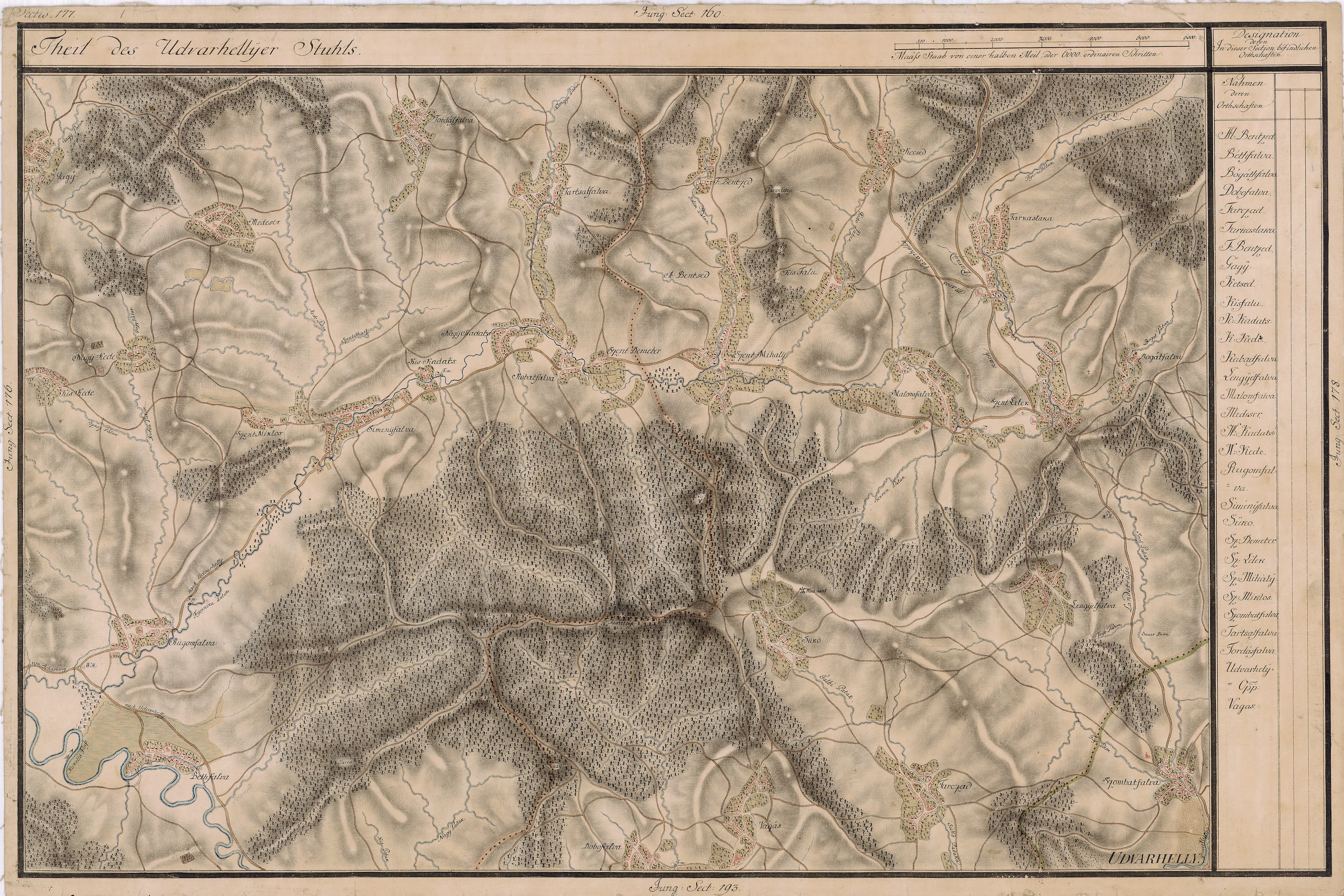
Betești în Harta Iosefină a Transilvaniei, 1769-73

## Personalități
- Tompa László (1883-1964) a fost un poet maghiar din Transilvania și traducător.